# سرتنغ فيروز أباد (سررود الجنوبي)
سرتنغ فیروز أباد (بالفارسية: سرتنگ فیروزآباد) هي قرية تقع في إيران في قسم سررود الجنوبي الريفي. يقدر عدد سكانها بـ 93 نسمة بحسب إحصاء 2016.